# Cypress Hill
 Ovo je glavno značenje pojma Cypress Hill. Za prvi album ovog sastava pogledajte Cypress Hill (album).
Cypress Hill je američka hip hop grupa iz South Gatea u Kaliforniji. Legende američke hip-hop scene i žestoki zagovaratelji legalizacije marihuane, čiju konzumaciju slave u svojim pjesmama i koncertnim nastupima. Cypress Hill je prva latino grupa u povijesti glazbe s platinastim i multi-platinastim albumima. Do danas su prodali više od 17 milijuna albuma diljem svijeta, od čega preko 11 milijuna samo u SAD-u.

## Povijest Grupe

### Početak karijere
Sve je počelo 1987. godine kada su braća Senen Reyes (Sen Dog) i Ulpiano Sergio Reyes (Mellow Man Ace) s Louis Freeseom (B-Real) i Lawrence Muggerudom (DJ Muggs) osnovali grupu DVX (Devastating Vocal Excellence). Nakon što je Mellow Man Ace 1988. napustio grupu, ostali članovi mjenjaju ime u Cypress Hill. To su ime uzeli po ulici Cypress Avenue koja je prolazila njihovo susjedstvo.
1991. grupa potpisuje ugovor s diskografskom kućom Columbia Records. i izdaje svoj prvi album, jednostavno nazvan Cypress Hill. Iste godine grupa izdaje singl "Phuncky Feel One", ali više pažnje publike privlači njegova B-strana "How I Could Just Kill A Man" koja postaje veliki hit te se vrti na urbanim i studentskim radio-postajama, a na vodećem NY urbanom radiju "WBLS" postaje najtraženija pjesma. Na osnovi tog singla kao i pjesama "Latin Lingo", "Hand on the Pump" i "Tres Equis" grupa, samo u SAD-u, prodaje dva milijuna primjeraka albuma. 1992. grupa ima prvi nastup na pomoćnoj pozornici na festivalu Lollapalooza.
Drugi album grupe Black Sunday izlazi 1993. godine i odmah po izlasku dolazi na prvo mjesto Billboard top ljestvice. Na istoj se ljestvici još uvijek nalazio i njihov album prvijenac pa su Cypress Hill postali prvi rap izvođači s dvije pjesme u top 10 u isto vrijeme. Ponajviše zahvaljujući singlu "Insane in the Brain" album postaje trostruko platinast u SAD-u, s oko 3.25 milijuna prodanih primjeraka.
Iste godine grupa gostuje u emisiji Saturday Night Live gdje izazivaju neviđeni skandal, DJ Muggs na pozornici puši marihuanu, a ostali članovi grupe razbijaju svoje instrumente dok sviraju "I Ain't Goin' Out Like That".
1994. nastupaju na Woodstock '94 Festivalu, gdje se publici predstavlja novi član Eric Bobo, sin salsa legende Willie Boboa. Iste godine časopis Rolling Stone ih, na dodjeli svojih glazbenih nagrada, proglašava za najbolju rap grupu po glasovima kritike i čitatelja.

### Svađa s Ice Cubeom
Treći album grupe Cypress Hill III: Temples of Boom izlazi 1995. godine, prodan je u 1.5 milijuna primjeraka te je dosegnuo treće mjesto Billboardove top ljestvice. Na tom se albumu nalazi pjesma "No Rest For The Wicked" u kojoj grupa napada i optužuje repera Ice Cubea za krađu pjesme. Povod napadu je bila njegova pjesma "Friday" koja je bila veoma slična njihovoj pjesmi “Throw Your Set in the Air". 
Ta je svađa, uz uzajamno optuživanje, potrajala sve do 1997. kada se B-Real i Ice Cube mire u jednom kasnonoćnom talk showu. 

### Nastavak karijere
Godine 1996. Sen Dog uzima pauzu od Cypress Hilla i u Los Angelesu osniva rap rock grupu SX-10. U međuvremenu ostatak grupe se nalazi na prvoj 'Smokin' Grooves' turneji, gdje su s njima nastupali i Ziggy Marley, The Fugees, Busta Rhymes i A Tribe Called Quest. 
Iste godine izdaju i EP Unreleased & Revamped koji je sadrzao remixe starih stvari kao i neke dotad neobjavljene pjesme.
1997. članovi grupe se fokusiraju na svoje solo projekte. DJ Muggs izdaje album Muggs Presents ... the Soul Assassin na kojem gostuju clanovi Wu Tang Clana, Dr. Dre, KRS-One i Mobb Deep. B-Real se pojavljuje s Busta Rhymesom, Cooliom, LL Cool Jom i Method Manom na pjesmi "Hit Em High koja je bila na soundtracku za film Space Jam. Iste godine s grupom The Psycho Realm izdaje i album istoimenog naziva. Premda im te godine Cypress Hill nije bio u prvom planu, grupa ponovno nastupa na Smokin' Grooves turneji s George Clintonom i Erykah Badu.
Cypress Hill 1998. izdaje album IV na kojem se nalaze dva velika hita "Tequila Sunrise" i "Dr. Greenthumb". Grupa ponovno nastupa na "Smokin' Grooves" turneji, po prvi puta sa Sen Dogom, koji s grupom nije nastupao uživo od 1995. i festivala Lollapalooza. 1999. godine tri pjesme grupe s albuma IV: "16 Men Till There's No Men Left", "Checkmate" i "Lightning Strikes" se nalaze u PC igri "Kingpin: Life of Crime", a članovi grupe daju glasove nekim od likovima u igri. Iste godine im izlazi album Los grandes éxitos en espanol, kompilacija najvećih hitova grupe na španjolskom jeziku.
Grupa potom sjedinjuje glazbene žanrove na svom dvostrukom studijskom albumu Skull & Bones iz 2000. godine. Prvi disk "Skull" je sastavljen od rap stvari, dok je drugi disk "Bones" orijentiran prema rocku i heavy metalu. Album je postigao solidan komercijalni uspjeh, te je dosegao broj 5 na Billboardovoj top ljestvici. Krajem te godine Cypress Hill izdaje svoj prvi koncertni album Live at the Fillmore.
Grupa nastavlja eksperimentiranje s rockom i na svom sljedećem albumu Stoned Raiders iz 2001. godine. Prodaja je, međutim, bila razočaravajuća te se album nije uspio plasirati u top 50 Billboardove top ljestvice. Njihov, zasad, posljednji studijski album Till Death Do Us Part iz 2004. godine također je označio daljnje udaljavanje od prepoznatljivog zvuka grupe s prva četiri albuma. Grupa je na albumu, uz rock, eksperimentirala i s reggae glazbom, što je posebno bilo uočljivo na prvom singlu s albuma "What 's Your Number?", inače snimljenom na glazbenoj podlozi pjesme "The Guns Of Brixton" grupe The Clash.
U prosincu 2005. im izlazi kompilacija Greatest Hits from the Bong, na kojoj se nalazi devet hitova s prijašnjih albuma, kao i dvije nove pjesme.

## Diskografija
- 1991: Cypress Hill (4x Platinasti)
- 1993: Black Sunday (4x Platinasti)
- 1995: Cypress Hill III: Temples of Boom (2x Platinasti)
- 1996: Unreleased and Revamped (Zlatni)
- 1998: Cypress Hill IV (Zlatni)
- 1999: Los grandes éxitos en espanol (Platinasti)
- 2000: Skull & Bones (Platinasti)
- 2000: Live at the Fillmore
- 2001: Stoned Raiders (Zlatni)
- 2002: Stash
- 2004: Till Death Do Us Part (Zlatni)
- 2005: Greatest Hits from the Bong
- 2010: Rise Up
- 2018: Elephants on Acid
- 2022: Back in Black

## Vanjske poveznice
- službena stranica grupe